# AutoMag
L’AutoMag  est un pistolet semi-automatique conçu à la fin des années 1960 et tirant la cartouche .44 AutoMag spécialement conçue pour lui.

## Historique
Vers le milieu des années 1950 est inventé aux États-Unis une cartouche artisanale (wildcat) reprenant l’étui, raccourci, de la .308 Winchester, dans lequel est serti une balle de revolver calibre .44. À l’époque il n’existe aucune arme pouvant tirer une telle cartouche, mais celle-ci attire l’attention au début des années 1960 de Max Gera, qui dirige avec Harry Sanford l’entreprise Sanford Arms, à Pasadena. Ses travaux aboutissent à la création de l’AutoMag au début des années 1970. La clientèle ciblée est alors plutôt celle des chasseurs à l’arme de poing.
L’arme n’est toutefois pas produite par Sanford Arms, mais par une nouvelle entreprise AutoMag Corporation et mise sur le marché à partir d’octobre 1970. Néanmoins, le prix de vente d’environ 200 $ est sous-évalué par rapport au coût de production et l’entreprise fait faillite dès 1971. Les brevets, pièces déjà produites et l’outil de production sont rachetés par la Thomas Oil Company, qui créée à son tour une filiale à North Hollywood, TDE Corporation, pour fabriquer l’arme et dont Harry Sanford est l’ingénieur en chef. Cette fois l’AutoMag est produit en deux versions, une en .44 AutoMag et l’autre en .357 AutoMag. Plusieurs longueurs de canon sont également proposées, du fait que le nouvel AutoMag vise cette fois plutôt la clientèle des tireurs sportifs sur silhouette métallique. Au 1er janvier 1975, le prix de vente est de 298 $.

## Description
L’AutoMag est un pistolet semi-automatique tirant culasse verrouillée. Ce verrouillage est réalisé par un bloc doté de six ergots qui s’insèrent dans des rainures intégrées  à la carcasse. Lors du tir, le canon recule avec la glissière et déverrouille la chambre ; la glissière poursuit ensuite afin de réarmer le chien, puis charger la cartouche suivante et verrouiller la chambre lors de son retour en avant.
L’arme existe en plusieurs variantes, qui différent par leur calibre et leur canon. L’AutoMag d’origine dispose d’un canon de 6,5 pouces (165,1 mm) ventilé sur le dessus. Ceux produits par TDE ont un canon ventilé de 6,5 pouces (165,1 mm) pour ceux en calibre .44, tandis que ceux en .357 ont soit le même, soit un canon non ventilé de 8,5 pouces (215,9 mm). Depuis la fin des années 1970 il existe également des kits de conversion permettant de rendre les différents canons interchangeables. En outre, des versions spéciales ont également été faites sur demande par l’entreprise Lee Jurras.
L’AutoMag utilise des cartouches qui lui sont propre. Les versions en calibre .44 utilisent la cartouche .44 AutoMag tandis que les celles de calibre .357 utilisent la .357 AutoMag. Les deux sont à l’origine des cartouches artisanales (wildcats) fabriquées à partir d’un étui de .308 Winchester raccourci, sur lequel est serti une balle de revolver de calibre .44 ou .357. La .44 AutoMag d’origine comporte ainsi une balle de 240 grains pour une charge de poudre de 25 grains, résultant en une vitesse de sortie de bouche d’environ 500 m/s. La .357 AutoMag d’origine comporte quant à elle une balle de 140 grains pour une vitesse de sortie de bouche d’environ 525 m/s. Pendant longtemps, ces cartouches spécifiques ne sont pas produites industriellement et les utilisateurs doivent les produire eux-mêmes. Par la suite, une version commerciale de la .44 AutoMag voit le jour, avec des caractéristiques différentes de celles d’origine, la balle pesant 180 grains, avec une vitesse de sortie de bouche d’environ 545 m/s,.
L’AutoMag a la caractéristique de produire lors du tir une force recul très importante, supérieure à celle d’un fusil M14A1. Afin de l’atténuer, certains utilisateurs taillent des évents à l’extrémité supérieure du canon. Appelée Magna-Porting, du nom de l’entreprise qui a mis au point la technique, cette pratique permet de réduire le recul de quinze à vingt pourcents.